# Bohumír
Bohumír ist ein tschechischer männlicher Vorname, er entspricht dem deutschen Vornamen Gottfried.

## Varianten
Varianten sind Bohuš, Míro, Mirek – die weiblichen Varianten ist Bohumíra oder Míra, Mirka.

## Träger des Vornamen Bohumír
- Bohumír Jan Dlabač (1758–1820), tschechischen Priester der Prämonstratenser, Gelehrter, Schriftsteller und Dichter
- Bohumír Kapoun ze Svojkova (1636–1701), römisch-katholischer Geistlicher und Bischof von Königgrätz
- Bohumír Lindaur (1839–1926), böhmischer Maler
- Bohumír Šmeral (1880–1941), tschechischer Politiker, Journalist und Publizist
- Bohumír Štědroň (1905–1982), tschechischer Musikwissenschaftler und Pianist
- Bohumír Stehlík (* 1990), tschechischer Pianist
- Bohumír Strnadel-Četyna (1906–1974), tschechischer Schriftsteller historischer Romane
- Bohumír Zeman (* 1957), tschechischer Skirennläufer